# حسین رسام
محمدحسین رسام (زاده ۱۳۴۴)، تحلیلگر ارشد سفارت بریتانیا در تهران بود که در جریان اعتراضات مردم ایران به نتایج انتخابات ریاست جمهوری (۱۳۸۸) بازداشت و زندانی شد. او کارمند ایرانی سفارت بریتانیا بود که به جاسوسی برای بریتانیا متهم شد و از این حکم مبری و پس از ۱ سال آزاد شد. او از جانب انصاف نیوز، به عنوان یکی از کارمندان بی‌بی‌سی عنوان شده است. او از ابتدای بازگشایی شبکه ایران اینترنشنال از سردبیران این تلویزیون بود. برخی منابع می‌گویند حسین رسام در شهریور سال ۱۴۰۱ به اتهام جاسوسی برای حکومت ایران از این شبکه اخراج شد.
روزنامه فاینانشیال تایمز، حسین رسام را فردی شناخته شده و مورد احترام محافل دیپلماتیک و رسانه‌های بین‌المللی توصیف کرد که روزنامه‌های نزدیک به اصولگرایان او را به نقش داشتن در ایجاد ناآرامی پس از انتخابات متهم می‌کنند.

## بازداشت و زندان
او در خرداد ماه ۱۳۸۸ به عنوان تحلیلگر سیاسی برای سفارت بریتانیا کار می‌کرد و در جریان اعتراضات مردم ایران به نتایج انتخابات ریاست جمهوری (۱۳۸۸) بازداشت و به جاسوسی و تحریک مردم به ناآرامی متهم شد.
در جریان این اعتراضات، ۹ کارمند محلی سفارت بریتانیا بازداشت شدند و رسام یکی از چهار نفری بود که رسماً متهم شد. اتهام‌های او از جمله راه اندازی کودتای مخملی، و اقدام برای دخالت بریتانیا در امور داخلی ایران بود. حسین رسام بعد از حدود سه هفته بازداشت، به قید وثیقه‌ای ۱۰۰ هزار دلاری آزاد شد. کمتر از یک ماه بعد با شروع دادگاه‌های معترضان، او تنها کارمند سفارت بریتانیا بود که به محاکمه کشیده شد و علیه خود اعترافاتی کرد.
وکیل او در مهرماه ۸۹ خبر داد که رسام به خاطر عدم سوء سابقه کیفری، تنها به جرم تبلیغ علیه نظام، به ۱ سال حبس تعلیقی محکوم شده است. پس از آن در دادگاه تجدید نظر ممنوعیت ۵ سال کار در هیچ سفارتخانه ای به کیفر او اضافه شد.
به گفته عبدالصمد خرمشاهی، وکیل حسین رسام، «چهار سال حبس تعزیری به استناد ماده ۵۰۱ قانون مجازات اسلامی، و پنج سال محرومیت از ارائه خدمات در سفارتخانه‌های خارجی» حکم صادر شده برای حسین رسام است که به همسر وی اطلاع داده شده است. اما دولت بریتانیا همواره هرگونه نقش این کارمندان را در وقایع پس از انتخابات ایران رد کرده است و خواهان آزادی بدون شرط آن‌ها شده بود.

### اظهارات و نظرات
منابع خبر داخلی ایران گزارش کرده‌اند که رسام در دادگاه، اذعان کرده است که «به دستور مقامات سفارت» اقدام به «ارتباط‌گیری با افراد ذی‌نفوذ احزاب و گروه‌های سیاسی» نموده است. او در این جلسات گفته است که سفارت بریتانیا برای ارتباط‌گیری با سازمان‌های غیردولتی به صورت سالانه ۳۰۰ هزار پوند از وزارت خارجه بریتانیا بودجه دریافت می‌کند او همچنین از گزارش‌هایی خبر داد که توسط سفارت بریتانیا در ایران تهیه و به وزارت خارجه ارسال می‌شود و بر اساس آن سیاست‌هایی در شبکه بی‌بی‌سی تدوین و اجرا خواهد شد. او در بخشی دیگر از سخنانش در دادگاه مدعی شد که دیپلمات‌های بریتانیایی با برخی از نامزدهای ریاست جمهوری در سال ۸۸ در تماس بودند..
به گزارش منابع داخلی ایران او در یکی از سخنانش در دادگاه مدعی شد: «در دستورالعمل ارسالی از لندن تأکید شده بود که تکیه خاصی روی سپاه و بسیج انجام شود»

### واکنش‌ها
- اتحادیه اروپا از محکوم شدن یکی از کارمندان سفارت بریتانیا در تهران به تحمل حبس ابراز نگرانی کرده و خواستار تغییر فوری این حکم شده است. او افزود که که سفیر بریتانیا در تهران با معاون وزارت خارجه ایران صحبت کرده و اینکه سفیر ایران در لندن برای ارائه توضیحات در مورد این حکم احضار شده است. ما متوجهیم که می‌توان در حکم تجدید نظر خواست. من مقام‌ها را ترغیب می‌کنم این کار را سریع انجام دهند و این مجازات شدید را لغو کنند. ما با اتحادیه اروپا و سایر شرکای بین‌المللی خود که در مقابل این عمل غیرقابل قبول ایران همچنان با ما همبستگی نشان می‌دهند، در تماس نزدیک هستیم. این حمله‌ای به کل جامعه دیپلماتیک در ایران تلقی خواهد شد و اصول مهمی در معرض خطر است."[۴][۱۱]
- وزارت خارجه بریتانیا در پی پیامی، حضور رسام در دادگاه محاکمه متهمان پس از اعتراضات انتخابات سال ۸۸ را توهین آمیز تلقی کرد. و دادگاه را محکوم کرد.[۹][۱۲] دیوید میلیبند وزیر خارجه بریتانیا، ایران را ترغیب کرده که حکم مجازات چهار سال زندان که بنابه گزارش‌ها برای یک کارمند ایرانی سفارت بریتانیا صادر شده است را لغو کند.[۳][۲۱]
- دولت سوئد که ریاست دوره‌ای اتحادیه اروپا را به عهده دارد روز ۷ آبان ۱۳۸۸ پیامی را از طریق سفیر ایران در استکهلم برای دولت ایران فرستاد که در آن صدور حکم زندان برای حسین رسام، تحلیلگر ارشد سفارت بریتانیا در تهران، به عنوان «اقدام علیه فعالیت‌های عادی دیپلماتیک» توصیف شد.[۲۲][۲۳][۱۱]
- غلامحسین محسنی اژه‌ای، وزیر اطلاعات ایران دربارهٔ علت بازداشت کارمندان ایرانی سفارت بریتانیا در تهران گفت که این سفارتخانه «تحت پوشش نیروهای محلی، افرادی را در بین اغتشاشگران می‌فرستاد و مطالب مورد نظر خود را هم به آن‌ها و هم به جامعه القا می‌کرد.»[۶]
- همچنین حسن قشقاوی، سخنگوی وزارت امور خارجه ایران نیز بازداشت شدگان پس از انتخابات از جمله کارمندان سفارت بریتانیا در تهران را «به اقدامات خلاف قانون و مقررات» متهم کرده بود و گفته بود «طبیعی است که طبق مقررات با آنان رفتار شود.»[۶]